# Das Seil
Das Seil (im Original La Corde) ist eine französische Mystery-Miniserie von Regisseur Dominique Rocher aus dem Jahr 2021. Das auf dem gleichnamigen Roman von Stefan aus dem Siepen basierende Drehbuch schrieb er gemeinsam mit Eric Forestier. In drei Folgen erzählt die Serie von den Mitarbeitern einer norwegischen Sternwarte, die im Wald ein mysteriöses, scheinbar endloses Seil entdecken. 

## Handlung
In einer Sternwarte in Norwegen werden Fast Radio Bursts untersucht. Die britische Studentin Dani stößt neu zum internationalen Team, während Leïla, die Frau des Kochs Joseph, sich zunehmend von der Gruppe isoliert. Forschungsleiter Bernhardt entdeckt ein scheinbar endloses Seil, das sich durch den Wald zieht. Als Ulrik, ein anderer Forscher des Teams, das Seil verfolgt und dabei wie besessen anfängt, immer schneller zu rennen, stürzt er und ein Ast bohrt sich durch sein Bein. Als sich Ulrik wieder in der Sternwarte befindet, entscheidet sich eine kleine Gruppe, das Seil weiter zu untersuchen. Während der Expedition verunglückt Bernhardt und stürzt in eine Schlucht, wo er stirbt. Währenddessen beginnen Bernhardts blinde Frau Agnes und Ulrik in der Sternwarte eine Affäre.
Ab der zweiten Folge werden die Ereignisse in der Sternwarte und im Wald nicht mehr synchron erzählt. Als die Gruppe im Wald nach zwei Tagen nicht zurückgekehrt sind, beginnt eine Suchaktion, die nach zehn Tagen noch ausgeweitet wird. Am zweiten Tag der Expedition folgt Leïla dem Seil besessen und verschwindet schließlich hinter einem Wasserfall, die Gruppe folgt ihr. Sie entdecken verweste Leichen, die sich offenbar gegenseitig getötet haben. In der Gruppe kommt es zu immer mehr Konflikten. Einzelne Personen haben Visionen. Leïla verlässt am dritten Tag die Gruppe, als alle noch schlafen.
Obwohl ihre Kollegen schon so lange vermisst sind, weigert sich Agnès aus Stolz, andere Forscher zum Projekt hinzuzuziehen. Trotz intensiver Bemühungen wird die Suche nach drei Wochen ergebnislos eingestellt. 
Im Wald glaubt die todkranke Sophie, dass das Seil sie heilen kann. Als Dani, um das Gegenteil zu beweisen, versucht, dieses mit einer Axt zu durchtrennen, schlägt Sophie sie mit einem Stein nieder. Dani stirbt wenig später und Serge tötet Sophie im Zorn. Ulrik verlässt das Forschungsprojekt und Agnès folgt dem Seil in den Wald und schneidet es durch. Durch den Alarm seiner Armbanduhr findet sie Bernhardts Leiche. Joseph trennt sich von der Gruppe, folgt dem Seil weiter und erreicht eine Wüste, in der es sich bis zum Horizont erstreckt. Dort trifft er auf Leïla, die ihm erklärt, dass sie umgekehrt sei, ohne das Ende des Seils zu finden. Er verdächtigt sie, zu lügen und nicht wirklich sie selbst zu sein, und ersticht sie. Schließlich erreicht er eine Stelle, an der sich ein anderes Seil mit dem seinen kreuzt. Agnès sucht Ulrik auf, um ein neues Leben zu beginnen.

## Besetzung
| Figur             | Darsteller      | Deutscher Sprecher     |
| ----------------- | --------------- | ---------------------- |
| Agnés Mueller     | Suzanne Clément | Friederike Walke       |
| Serge Morel       | Jean-Marc Barr  | Oliver Siebeck         |
| Leïla             | Christa Théret  | Katharina Schwarzmaier |
| Joseph            | Tom Mercier     |                        |
| Bernhardt Mueller | Richard Sammel  |                        |
| Ulrik             | Jakob Cedergren | Andree Solvik          |
| Dani Johannes     | Planitia Kenese |                        |
| Sophie Rauk       | Jeanne Balibar  | Katharina Spiering     |

## Hintergrund
Die Romanvorlage von Stefan aus dem Siepen, die 2012 erschien, spielt vor dem Ersten Weltkrieg. In ihr verfolgen die Bauern eines abgelegenen Dorfes ein mysteriöses Seil und setzen durch ihre Besessenheit die Ernte und damit das Leben aller Bewohner aufs Spiel. Dominique Rocher und Eric Forestier verlegten die Geschichte in ihrer Adaption in die Gegenwart nach Norwegen und ersetzten die ausschließlich männlichen Bauern durch Wissenschaftlerinnen und Wissenschaftler, die durch ihre irrationale Neugierde den Erfolg ihres Forschungsprojektes aufs Spiel setzen.
Die Dreharbeiten zur Serie fanden im Herbst 2020 in Frankreich, Belgien und Marokko statt. Das Seil feierte seine Premiere im Sommer 2021 auf dem Series Mania Festival in Lille, die Erstausstrahlung erfolgte im Januar 2022 auf Arte.

## Rezeption
Aurelie von Blazekovic bezeichnete Das Seil in der Süddeutschen Zeitung als ein „merkwürdiges Stück Fernsehen“, das eine Metapher für die verzweifelte Suche des Menschen nach Sinn sei. Für Sofia Glasl (Filmdienst) ist die „fesselnd[e]“ Serie eine „Parabel auf die menschliche Natur“. Das Seil sei lediglich ein MacGuffin, der Film daher eher Psychodrama und Gedankenexperiment als ein Mysterythriller. Harald Keller lobte in der Epd Film die „gute[n] Schauspieler“ und nannte Das Seil eine Serie, „die in fast tragikomischer Tonalität zwischen wissenschaftlicher Ratio und einer symbolgeladenen Unwirklichkeit pendelt.“